# Tennis Masters Cup 2008
La Tennis Masters Cup Shanghai 2008 fue la XXXIXª edición de la Tennis Masters Cup. Se celebró en Shanghái, China entre el 9 y el 16 de noviembre de 2008 con la defensa del título del suizo Roger Federer. En dobles defendieron el bahameño Mark Knowles y el canadiense Daniel Nestor, pero esa temporada la disputaron con diferentes parejas, clasificándose también para la disputa del torneo.
Fue la última edición que se disputó en esta ciudad, ya que a partir de la temporada 2009 se disputa en Londres.

## Individuales

### Carrera clasificatoria[1]
|  | Jugador        | Australia | Indian Wells | Miami | Monte Carlo | Roma | Hamburgo | Roland Garros | Wimbledon | Canadá | Cincinnati | US Open | Madrid | París | 5 mejores | Puntos Totales |
|  | -------------- | --------- | ------------ | ----- | ----------- | ---- | -------- | ------------- | --------- | ------ | ---------- | ------- | ------ | ----- | --------- | -------------- |
|  | R. Nadal       | 90        | 45           | 70    | 100         | 1    | 100      | 200           | 200       | 100    | 45         | 90      | 45     | 25    | 224       | 13350          |
|  | R. Federer     | 90        | 45           | 25    | 70          | 25   | 70       | 140           | 140       | 1      | 15         | 200     | 45     | 25    | 150       | 10410          |
|  | N. Djokovic    | 200       | 100          | 1     | 45          | 100  | 45       | 90            | 7         | 25     | 70         | 90      | 15     | 15    | 126       | 9290           |
|  | A. Murray      | 1         | 15           | 1     | 15          | 7    | 15       | 15            | 50        | 45     | 100        | 140     | 100    | 25    | 155       | 6840           |
|  | N. Davydenko   | 30        | 7            | 100   | 45          | 15   | 15       | 15            | 1         | 15     | 1          | 30      | 1      | 45    | 123       | 4630           |
|  | A. Roddick     | 15        | 1            | 45    | 0           | 45   | 0        | 0             | 7         | 15     | 0          | 50      | 15     | 25    | 176       | 3940           |
|  | J.W. Tsonga    | 140       | 15           | 7     | 0           | 1    | 7        | 0             | 0         | 0      | 0          | 15      | 15     | 100   | 90        | 3900           |
|  | J.M. Del Potro | 7         | 0            | 4     | 0           | 4    | 0        | 7             | 7         | 0      | 0          | 50      | 25     | 15    | 237       | 3690           |
|  | G. Simon       | 15        | 4            | 1     | 1           | 7    | 7        | 1             | 15        | 45     | 7          | 15      | 70     | 15    | 153       | 3560           |
|  | R. Štěpánek    | 1         | 7            | 15    | 1           | 45   | 0        | 30            | 15        | 1      | 1          | 15      | 7      | 7     | 81        | 2260           |
|  | N. Kiefer      | 1         | 1            | 7     | 7           | 1    | 25       | 0             | 15        | 70     | 0          | 1       | 1      | 7     | 41        | 1770           |

| Jugadores clasificados |
| Jugadores suplentes    |

- Rafael Nadal no disputó el torneo debido a una lesión en la rodilla derecha. Su lugar lo ocupó Gilles Simon.
- Radek Štěpánek (26.º) y Nicolas Kiefer (35.º), suplentes tras renunciar todos los demás tenistas que les precedían en la clasificación.

### Fase de grupos

#### Grupo Rojo
| N.º | Jugador          |
| --- | ---------------- |
| 1   | Roger Federer    |
| 3   | Andy Murray      |
| 5   | Andy Roddick     |
| 8   | Gilles Simon     |
| 9   | Radek Štěpánek * |

- El checo Radek Štěpánek sustituyó al estadounidense Andy Roddick debido a una lesión que se produjo en el tobillo.

##### Posiciones
| #  | Jugador        | Partidos ganados | Partidos perdidos | Sets ganados | Sets perdidos |
| -- | -------------- | ---------------- | ----------------- | ------------ | ------------- |
| 1. | Andy Murray    | 3                | 0                 | 6            | 2             |
| 2. | Gilles Simon   | 2                | 1                 | 4            | 3.1           |
| 3. | Roger Federer  | 1                | 2                 | 4            | 4             |
| 4. | Radek Štěpánek | 0                | 2                 | 0            | 4             |

##### Resultados
| Ganador       | Contrincante   | Resultado      |
| ------------- | -------------- | -------------- |
| Gilles Simon  | Roger Federer  | 4-6 6-4 6-3    |
| Andy Murray   | Andy Roddick   | 6-4 1-6 6-1    |
| Andy Murray   | Gilles Simon   | 6-4 6-2        |
| Roger Federer | Radek Štěpánek | 7-6(4) 6-4     |
| Gilles Simon  | Radek Štěpánek | 6-1 6-4        |
| Andy Murray   | Roger Federer  | 4-6 7-6(3) 7-5 |

#### Grupo Dorado
| N.º | Jugador               |
| --- | --------------------- |
| 2   | Novak Djokovic        |
| 4   | Nikolay Davydenko     |
| 6   | Jo-Wilfried Tsonga    |
| 7   | Juan Martín del Potro |

##### Posiciones
| #  | Jugador               | Partidos ganados | Partidos perdidos | Sets ganados | Sets perdidos |
| -- | --------------------- | ---------------- | ----------------- | ------------ | ------------- |
| 1. | Novak Djokovic        | 2                | 1                 | 5            | 3             |
| 2. | Nikolay Davydenko     | 2                | 1                 | 5            | 3             |
| 3. | Juan Martín del Potro | 1                | 2                 | 2            | 4             |
| 4. | Jo-Wilfried Tsonga    | 1                | 2                 | 3            | 5             |

##### Resultados
| Ganador               | Contrincante          | Resultado         |
| --------------------- | --------------------- | ----------------- |
| Novak Djokovic        | Juan Martín del Potro | 7-5 6-3           |
| Nikolay Davydenko     | Jo-Wilfried Tsonga    | 6-7(6) 6-4 7-6(0) |
| Juan Martín del Potro | Jo-Wilfried Tsonga    | 7-6(4) 7-6(5)     |
| Novak Djokovic        | Nikolay Davydenko     | 7-6(3) 0-6 7-5    |
| Jo-Wilfried Tsonga    | Novak Djokovic        | 1-6 7-5 6-1       |
| Nikolay Davydenko     | Juan Martín del Potro | 6-3 6-2           |

### Semifinales
| Fecha    | Hora¹ | Partido        | Partido | Partido           | Resultado   |
| -------- | ----- | -------------- | ------- | ----------------- | ----------- |
| 15.11.08 | 17:00 | Novak Djokovic | -       | Gilles Simon      | 4-6 6-3 7-5 |
| 15.11.08 | 19:30 | Andy Murray    | -       | Nikolay Davydenko | 5-7 2-6     |

### Final
| Fecha    | Hora¹ | Partido        | Partido | Partido           | Resultado |
| -------- | ----- | -------------- | ------- | ----------------- | --------- |
| 16.11.08 | 16:00 | Novak Djokovic | -       | Nikolay Davydenko | 6-1 7-5   |

- (¹) -  Hora local de Shanghái (UTC +8)

## Dobles

### Carrera clasificatoria[2]
|  | Pareja                                 |  | Puntos ATP Race |
|  | -------------------------------------- |  | --------------- |
|  | Bob Bryan / Mike Bryan                 |  | 989             |
|  | Daniel Nestor / Nenad Zimonjić         |  | 926             |
|  | Mahesh Bhupathi / Mark Knowles         |  | 643             |
|  | Jonas Björkman / Kevin Ullyett         |  | 596             |
|  | Jonathan Erlich / Andy Ram             |  | 551             |
|  | Jeff Coetzee / Wesley Moodie           |  | 456             |
|  | Lukas Dlouhy / Leander Paes            |  | 443             |
|  | Mariusz Fyrstenberg / Marcin Matkowski |  | 425             |
|  | Marcelo Melo / André Sá                |  | 338             |
|  | Simon Aspelin / Julian Knowle          |  | 313             |
|  | Pablo Cuevas / Luis Horna              |  | 215             |

| Parejas clasificadas |
| Parejas suplentes    |

- Pablo Cuevas y Luis Horna (13.º) están clasificados por haber ganado un Grand Slam (Roland Garros) aun estando fuera de los 8 primeros.
- Mariusz Fyrstenberg y Marcin Matkowski acuden en sustitución de la pareja Jonathan Erlich y Andy Ram debido a una lesión del primero.

### Fase de grupos

#### Grupo Rojo
| N.º | Jugadores                      |
| --- | ------------------------------ |
| 1   | Bob Bryan / Mike Bryan         |
| 3   | Mahesh Bhupathi / Mark Knowles |
| 5   | Jeff Coetzee / Wesley Moodie   |
| 8   | Pablo Cuevas / Luis Horna      |

##### Posiciones
| #  | Pareja                         | Partidos ganados | Partidos perdidos | Sets ganados | Sets perdidos |
| -- | ------------------------------ | ---------------- | ----------------- | ------------ | ------------- |
| 1. | Bob Bryan / Mike Bryan         | 2                | 1                 | 5            | 3             |
| 2. | Pablo Cuevas / Luis Horna      | 2                | 1                 | 4            | 4             |
| 3. | Mahesh Bhupathi / Mark Knowles | 1                | 2                 | 4            | 4             |
| 4. | Jeff Coetzee / Wesley Moodie   | 1                | 2                 | 3            | 5             |

##### Resultados
| Ganadores                    | Contrincantes                | Resultado          |
| ---------------------------- | ---------------------------- | ------------------ |
| Bob Bryan Mike Bryan         | Pablo Cuevas Luis Horna      | 6-1 7-6(4)         |
| Mahesh Bhupathi Mark Knowles | Jeff Coetzee Wesley Moodie   | 6-2 6-3            |
| Pablo Cuevas Luis Horna      | Jeff Coetzee Wesley Moodie   | 6-2 6-7(2) 11-9    |
| Bob Bryan Mike Bryan         | Mahesh Bhupathi Mark Knowles | 7-5 3-6 10-4       |
| Jeff Coetzee Wesley Moodie   | Bob Bryan Mike Bryan         | 6-2 2-6 12-10      |
| Pablo Cuevas Luis Horna      | Mahesh Bhupathi Mark Knowles | 6-7(3) 7-6(4) 10-5 |

#### Grupo Dorado
| N.º | Jugadores                              |
| --- | -------------------------------------- |
| 2   | Daniel Nestor / Nenad Zimonjić         |
| 4   | Jonas Björkman / Kevin Ullyett         |
| 6   | Lukas Dlouhy / Leander Paes            |
| 7   | Mariusz Fyrstenberg / Marcin Matkowski |

##### Posiciones
| #  | Pareja                                 | Partidos ganados | Partidos perdidos | Sets ganados | Sets perdidos |
| -- | -------------------------------------- | ---------------- | ----------------- | ------------ | ------------- |
| 1. | Daniel Nestor / Nenad Zimonjić         | 3                | 0                 | 6            | 1             |
| 2. | Mariusz Fyrstenberg / Marcin Matkowski | 2                | 1                 | 5            | 3             |
| 3. | Jonas Björkman / Kevin Ullyett         | 1                | 2                 | 3            | 4             |
| 4. | Lukas Dlouhy / Leander Paes            | 0                | 3                 | 0            | 6             |

##### Resultados
| Ganadores                            | Contrincantes                        | Resultado       |
| ------------------------------------ | ------------------------------------ | --------------- |
| Daniel Nestor Nenad Zimonjić         | Mariusz Fyrstenberg Marcin Matkowski | 7-6(4) 5-7 10-4 |
| Jonas Björkman Kevin Ullyett         | Lukas Dlouhy Leander Paes            | 6-3 7-5         |
| Mariusz Fyrstenberg Marcin Matkowski | Lukas Dlouhy Leander Paes            | 7-6(2) 6-3      |
| Daniel Nestor Nenad Zimonjić         | Jonas Björkman Kevin Ullyett         | 6-1 6-4         |
| Daniel Nestor Nenad Zimonjić         | Lukas Dlouhy Leander Paes            | 6-1 6-4         |
| Mariusz Fyrstenberg Marcin Matkowski | Jonas Björkman Kevin Ullyett         | 6-2 1-6 10-6    |

### Semifinales
| Fecha    | Hora¹ | Partido                      | Partido | Partido                              | Resultado |
| -------- | ----- | ---------------------------- | ------- | ------------------------------------ | --------- |
| 15.11.08 | 13:30 | Daniel Nestor Nenad Zimonjić | -       | Pablo Cuevas Luis Horna              | 6-1 6-3   |
| 15.11.08 | 15:00 | Bob Bryan Mike Bryan         | -       | Mariusz Fyrstenberg Marcin Matkowski | 6-4 6-4   |

### Final
| Fecha    | Hora¹ | Partido                      | Partido | Partido              | Resultado  |
| -------- | ----- | ---------------------------- | ------- | -------------------- | ---------- |
| 16.11.08 | 13:30 | Daniel Nestor Nenad Zimonjić | -       | Bob Bryan Mike Bryan | 7-6(3) 6-2 |

- (¹) -  Hora local de Shanghái (UTC +8)

| Predecesor: Shanghái 2007 | Tennis Masters Cup 2008 | Sucesor: Londres 2009 |